# Liste der Kreisstraßen im Landkreis Saalfeld-Rudolstadt

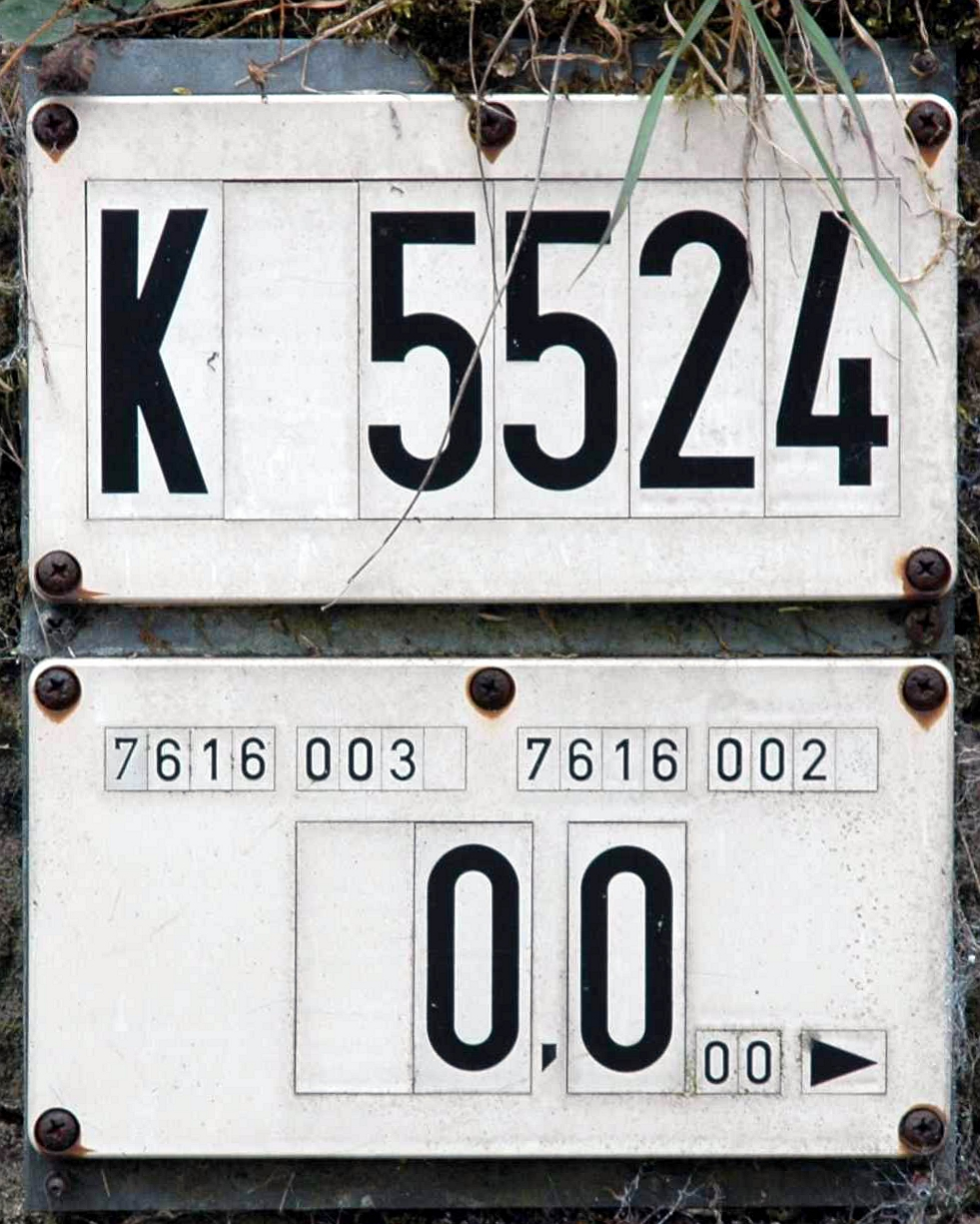
Stationszeichen

Die Liste der Kreisstraßen im Landkreis Saalfeld-Rudolstadt ist eine Liste der Kreisstraßen im thüringischen Landkreis Saalfeld-Rudolstadt.

## Abkürzungen
- K: Kreisstraße
- L: Landesstraße

## Liste
Straßen und Straßenabschnitte, die unabhängig vom Grund (Herabstufung zu einer Gemeindestraße oder Höherstufung) keine Kreisstraßen mehr sind, werden kursiv dargestellt. Der Straßenverlauf wird in der Regel von Nord nach Süd und von West nach Ost angegeben.
| Nr.  | Verlauf                                                                                                |
| ---- | --- |
| K 11 | L 1050 in Breitenheerda – Tännich                                                                      |
| K 12 | in Zeutsch – Niederkrossen                                                                             |
| K 13 | Schmieden – L 2391 in Engerda                                                                          |
| K 14 | Milbitz – in Teichel                                                                                   |
| K 15 | (K 9 im Ilm-Kreis) – Kreisgrenze – Altremda – L 1050 in Remda                                          |
| K 16 | Rudolstadt – L 1050 – Eschdorf                                                                         |
| K 17 | Teichweiden – K 18                                                                                     |
| K 18 | Kleinkochberg – L 2391 – Neusitz – Kuhfraß – K 19 – K 17 – Oberhasel – Kirchhasel – Unterhasel – K 121 |
| K 19 | K 18 in Kuhfraß – Mötzelbach                                                                           |

| Nr.   | Verlauf |
| ----- | --- |
| K 110 | Groschwitz – L 1048 |
| K 111 | Sundremda – L 1048 |
| K 114 | L 1048 – L 1048 – Lichstedt |
| K 115 | Hengelbach – L 1114 in Paulinzella |
| K 116 | Solsdorf – K 117 – in Leutnitz |
| K 117 | Thälendorf – K 116 |
| K 118 | Keilhau – Eichfeld – L 1048 |
| K 119 | – Etzelbach – Weißen – Weißbach |
| K 120 | Kleingölitz – in Bad Blankenburg |
| K 121 | Kolkwitz – K 18 – Catharinau – K 149 in Langenschade |
| K 123 | Großgölitz – |
| K 124 | Zeigerheim – / in Rudolstadt |
| K 125 | in Rudolstadt – Cumbach – K 126 – Schloßkulm |
| K 126 | Unterpreilipp – Oberpreilipp – K 125 |
| K 127 | Horba – in Oberköditz |
| K 128 | in Quittelsdorf – Fröbitz – Cordobang – Böhlscheiben |
| K 129 | Oberwirbach – K 177 |
| K 130 | L 2389 in Königsee (– Unterschöbling) – Lichta – Aschau |
| K 131 | L 1113 in Allendorf – Bechstedt |
| K 132 | L 1113 in Allendorf – Unterhain – Oberhain – K 134 – Mankenbach                                                                                                  |
| K 133 | Dittersdorf – Burkersdorf – Braunsdorf – K 177 in Dittrichshütte                                                                                                 |
| K 134 | L 1048 – Egelsdorf – Barigau – K 132 in Oberhain |
| K 135 | Oberloquitz – |
| K 136 | L 2654 – Wittgendorf – Volkmannsdorf – K 141 – Bernsdorf – K 140 –                                                                                               |
| K 137 | L 1112 in Blumenau – Mellenbach – Lichtenhain/Bergbahn – L 1145 in Oberweißbach/Thüringer Wald                                                                   |
| K 138 | L 1145 – Deesbach |
| K 139 | L 2382/L 2654 – Döschnitz |
| K 140 | Wickersdorf – K 136 – |
| K 141 | K 136 – Volkmannsdorf – Witzendorf – K 177 |
| K 142 | Wittmannsgereuth – K 177 |
| K 143 | – Kleingeschwenda |
| K 144 | – Eyba |
| K 145 | K 178 (– Abzweig nach Lositz) – Jehmichen |
| K 146 | Aue am Berg – K 183 |
| K 147 | in Wöhlsdorf – Crösten |
| K 148 | Dorfkulm, Oberdorf – Dorfkulm, Unterdorf – Remschütz – in Saalfeld/Saale                                                                                         |
| K 149 | K 121 – Röblitz – in Unterwellenborn |
| K 150 | Oberwellenborn – |
| K 151 | Birkigt – |
| K 152 | Lausnitz – |
| K 153 | in Saalfeld/Saale – Reschwitz – Knobelsdorf |
| K 154 | – Weischwitz |
| K 155 | – Fischersdorf – Breternitz |
| K 156 | K 178 in Marktgölitz – Limbach |
| K 157 | – Reichenbach |
| K 158 | Schaderthal – |
| K 159 | Döhlen – |
| K 160 | Laasen – in Unterloquitz |
| K 161 | L 2376 in Großgeschwenda – Schlaga – … – Schweinbach – Hirzbach – K 162 – in Leutenberg                                                                          |
| K 162 | K 161 in Leutenberg – Unterhütte – Oberhütte – Rosenthal |
| K 163 | L 2376 in Großgeschwenda – Roda |
| K 164 | L 2376 – Wickendorf |
| K 166 | in Leutenberg – K 167 in Steinsdorf |
| K 167 | Löhma (– Abzweig nach Sankt Jakob) – Steinsdorf – K 166 – Kleingeschwenda (– Abzweig zur Kreisgrenze – (K 117 im Saale-Orla-Kreis)) – Dorfilm – L 1100 in Lothra |
| K 168 | L 1099 – Landsendorf – Herschdorf |
| K 169 | Neidenberga – L 2385 |
| K 170 | L 1100/L 2366/L 2385 in Drognitz – Altenbeuthen |
| K 171 | L 2366 – Neuenbeuthen |
| K 172 | L 2376 – L 1096 in Lehesten |
| K 173 | L 1144 – Kreisgrenze – (K 47 im Ilm-Kreis) |
| K 174 | L 1098 – Sommersdorf |
| K 175 | Creunitz – Meernach – L 1150 in Gräfenthal |
| K 176 | L 1150 – Buchbach |
| K 177 | K 183 in Unterwirbach – K 129 – Dittrichshütte – K 133 – Birkenheide – K 142 – K 141 – in Arnsgereuth                                                            |
| K 178 | – K 145 – Hühnerschenke – Pippelsdorf – Königsthal – Marktgölitz – K 156 –                                                                                       |
| K 179 | L 1152 in Piesau – Kreisgrenze – (K 35 im Landkreis Sonneberg) (jetzt K 35 im Landkreis Sonneberg auf der gesamten Strecke)                                      |
| K 180 | L 1150 – Lichtenhain |
| K 181 | L 1106 in Kaulsdorf – Hohenwarte – L 2384/L 2385 |
| K 182 | L 1096 in Lehesten – Brennersgrün – Landesgrenze – (KC 7 im Landkreis Kronach, Bayern)                                                                           |
| K 183 | in Bad Blankenburg – Unterwirbach – K 177 – K 146 |
| K 184 | in Reichmannsdorf – Gösselsdorf – Großneundorf – L 1098 in Gräfenthal                                                                                            |